# New X-Men
New X-Men è una testata fumettistica pubblicata dall'editore statunitense Marvel Comics a partire dal gennaio 2006. Eliminato il sottotitolo Academy X presente dal suo lancio nel luglio 2004 a opera di Nunzio DeFilippis, Christina Weir (testi) e Randy Green (disegni), al termine del crossover House of M e come parte dell'evento decimazione la testata subisce un cambio di team creativo a partire dal n. 20 passando nelle mani di Craig Kyle, Chris Yost (testi) e Mark Brooks (disegni). Dopo il crossover Messiah Complex la testata chiude con il n. 46 (gennaio 2008) e parte dei suoi personaggi vengono spostati nelle altre testate mutanti come l'effimera Young X-Men e più tardi in X-Men: Legacy e Wolverine and the X-Men.

## Biografia del gruppo
Con l'arrivo del nuovo semestre i neo-direttori dello Xavier Institute, Ciclope ed Emma Frost, decidono di introdurre alcune novità: gli studenti vengono divisi in squadre, ad ognuno di loro sarà dato un nome-in-codice, verranno addestrati e cominceranno a fare esperienza pratica. Prodigy, Elixir, Surge, Wind Dancer e Wallflower sono preoccupati di poter venir separati ma alla fine si ritrovano tutti nella squadra dei Nuovi Mutanti, sotto la direzione di Danielle Moonstar. Con l'aiuto di Emma, Dani riesce a ritrovare Wither e portarlo all'istituto. La prima missione sul campo contro i Satiri finisce con la sconfitta dei Nuovi Mutanti. Arrabbiato per aver perso, Elixir mette in discussione la leadership di Wind Dancer, che da quel momento in poi condividerà la guida del gruppo con Prodigy. L'F.B.I. intanto arresta Wither per l'omicidio del padre ed i Satiri, che avevano stretto amicizia con lui in quei giorni, decidono di salvarlo; solo Icarus non è d'accordo e avverte i Nuovi Mutanti. Scoperti dagli insegnanti fanno ritorno alla scuola. Dopo il processo Kevin viene scagionato dall'accusa e decide di entrare nei Satiri, mentre il suo posto nei Nuovi Mutanti viene preso da Icarus.

## Squadre
I direttori dello Xavier Institute dividono gli studenti con più di quindici anni, in squadre di sei membri ciascuno. Ogni squadra risponde ad un tutor, che sceglie i nomi in codice dei membri, e partecipa a sessioni di addestramenti sia private che in gruppo. Non tutte le squadre e gli studenti sono stati introdotti in questa serie.

### Advocates
Tutor: Rogue, alias Anna Marie. Assorbe la psiche, i poteri e i ricordi di chiunque tocchi.
- Boggart, alias Robin Wise. Depotenziato. Super forza ed epidermide verde.
- Naiad, alias Aurelie Sabayon. Depotenziata. Respiro sub-acqueo.
- Pinpoint, alias Gerard Cooper. Depotenziato. Visione telescopica.
- Trovão, alias Pedro de Noli. Depotenziato. Creazione di esplosioni soniche.
- Umbra, alias Patrick Nesbitt. Depotenziato. Manipolazione dell'oscurità.
- Xenon, alias Shaun Kennedy. Depotenziata. Foto-generazione.

### Chevaliers
Tutor: Gambit, alias Remy LeBeau. Caricatore d'energia cinetico, agilità e resistenza superumana.
- Bling!, alias Roxanne Washington. Corpo adamantino, lancio di diamanti dalla propria epidermide.
- Flubber, alias Nick Shelley. Depotenziato. Corpo di gomma, mani smisurate, agilità superumana.
- Onyxx, alias Sidney Green. Deceduto. Corpo di granito.
- Rainboy, Carl Aalston. Depotenziato. Acqua vivente, capace di espellersi dalla propria tuta contenitiva ad elevate pressioni.
- Foxx, Mystica in una delle sue false identità. Epidermide bluastra, denti taglienti, agilità superumana.

### Corsari
Tutor: Ciclope, alias Scott Summers. Proiettore energetico oculare.
- Naiadi di Stepford, alias Celeste, Phoebe e Mindee Cuckoo, dette "Tre-in-Una". Telepati collettive con corpo adamantino.
- Specter, alias Dallas Gibson. Depotenziato. Trasformazione in ombra vivente.
- Dryad, alias Callie Betto. Deceduta. Controllo floreale.
- Quill, alias Max Jordan. Deceduto. Lancio di spine cornee, aspetto da porcospino.

### Excelsiors
Tutor: Uomo Ghiaccio, alias Robert "Bobby" Drake. Criocineta.
- Membri mai mostrati.

### Exemplars
Tutor: Bestia, alias Henry "Hank" McCoy. Aspetto felino, agilità, velocità e forza fisica sovrumane.
- Angel, alias Angel Salvadore. Depotenziata. Possedeva ali da mosca e vomito acido.

### Nuovi Mutanti

I Nuovi Mutanti. Disegni di Randy Green.

I membri di questa squadra sono i protagonisti della serie.
Tutor: Danielle Moonstar. Depotenziata. Telepate proiettiva capace di generare illusioni molto realistiche basandosi sugli incubi e le paure delle sue vittime.
- Elixir, alias Josh Foley. Guaritore e manipolatore organico, ha sviluppato una mutazione secondaria autoguarendosi che ha reso d'oro la sua pelle. Ha poi scoperto di poter utilizzare il suo potere anche in modo offensivo, tuttavia ciò comporta una variazione nella pigmentazione dell'epidermide che da dorata diventa nera.
- Prodigy, alias David Alleyne. Depotenziato. Aveva il potere di assimilare le conoscenze (ma non i poteri) di chi lo circondava per il tempo che rimaneva nelle vicinanze. La sua mutazione è stata classificata come una sorta di telepatia passiva, alterata da un blocco mentale autoimposto che gli impedisce di mantenere le conoscenze acquisite.
- Icarus, alias Josh "Jay" Guthrie. Deceduto. Possedeva ali e un fattore rigenerante. Non è chiaro se, come accade per Angelo, il suo fattore rigenerante ha sede nel sangue e può essere quindi trasmesso tramite trasfusione.
- Wallflower, alias Laurie Collins-Garrison. Deceduta. Emanava feromoni che alteravano l'umore.
- Wind Dancer, alias Sofia Mantega-Barrett. Depotenziata. Era capace di manipolare le condizioni meteorologiche anche se il suo potere, molto più limitato di quello di Tempesta, le garantiva il pieno controllo esclusivamente sui venti riuscendo ad impiegarlo per volare ed ascoltare rumori e voci portate dal vento.
- Surge, alias Noriko Ashida. Assorbe, manipola e riemette energia elettrostatica. Oltre a scariche elettriche, può impiegare l'energia accumulata anche per acquisire una supervelocità. L'energia assorbita influisce sul suo metabolismo e sulla sua psiche: quando è sovraccarica non riesce a controllare il proprio potere né a parlare e muoversi normalmente.

### Satiri
I membri di questa squadra sono i principali antagonisti dei Nuovi Mutanti.
Tutor: Emma Frost, telepate con epidermide adamantina.
- Satiro, alias Julian Keller. Telecineta.
- Mercury, alias Cessily Kincaid. Manipolazione del proprio corpo composto di mercurio liquido non tossico.
- Rockslide, alias Santo Vacarro. Entità psionica capace di governare un golem roccioso. In origine assomigliava alla Cosa dei Fantastici Quattro, ma dopo essere stato distrutto varie volte ha preso la forma di un gigante roccioso capace di distruggersi e di ricomporsi.
- Dust, alias Sooraya Qadir. Capace di trasformare il proprio corpo in sabbia e viceversa.
- Tag, alias Brian Cruz. Depotenziato/Deceduto. Limitata telepatia in grado di costringere gli altri ad allontanarsi da un individuo da lui prescelto. Nella mini-serie Fortuna e Gloria (dedicata ai Satiri) ha mostrato di saper "caricare" col proprio potere anche oggetti inanimati e di poter avvicinare persone oltre che farle allontanare.
- Wither, alias Kevin Ford. Disintegrazione di qualsiasi tipo di materia organica con un semplice tocco. L'utilizzo del suo potere provoca dipendenza.

### Squadrone Alpha
Tutor: Northstar, alias Jean-Paul Beaubier. Velocità supersonica, volo e resistenza sovrumana.
Tutor sostitutivo: Karma, alias Xi'an "Shan" Coy Manh. Possessione mentale.
- Anole, alias Victor Borkowski. Fisionomia da rettile (con epidermide verde e squamosa, carapace al posto dei capelli, lingua estensibile) mimetismo/camaleontismo, fattore rigenerante, sensi, forza, agilità e capacità combattive superumane.
- Rubbermaid, alias Andrea Margulies. Deceduta. Corpo elastico.
- Indra, alias Paras Gavaskar. Esoscheletro corazzato retrattile.
- Loa, alias Alani Ryan. Capacità di attraversare materiali solidi, distruggendo la loro coesione a livello molecolare.
- Kidogo, alias Lazaro Kotikash. Depotenziato. Capacità di modificare la propria massa.
- Network, alias Sarah Vale. Deceduta. Tecnopate.

### Paladins
Tutor: Shadowcat, alias Kitty Pryde. Intangibilità.
- Corazza, alias Hisako Ichiki. Armatura psionica con forza e resistenza sovrumane.
- Blindfold, alias Ruth Aldine. Telepatia, chiaroveggenza, precognizione e retrocognizione.
- Wing, alias Edward Tancredi. Deceduto. Volo.

### Paragons
Tutor: Wolfsbane, alias Rahne Sinclair. Trasformazione in lupo.
Tutor sostitutivo: Magma, alias Amara Aquilla/Alison Crestmere. Pirocineta.
- Match, alias Ben Hammil. Pirocineta.
- Wolf Cub, alias Nicholas Gleason. Deceduto. Aspetto e capacità lupesche.
- Trance, alias Hope Abbott. Proiettrice astrale.
- Pixie, alias Megan Gwynn. Possiede ali da farfalla, polvere allucinante, magia limitata.
- DJ, alias Mark Sheppard. Deceduto. Attivazione di diverse abilità in base alla musica ascoltata.
- Preview, alias Jessica Vale. Depotenziata. Precognizione.

### Squadra di Tempesta
Tutor: Tempesta, alias Ororo Munroe. Manipolatrice meteorologica.
- Gentle, alias Nezhno Abidemi. Aumento della propria forza e massa muscolare. Ogni volta che usa il proprio potere, esso aumenta con gravi rischi per la sua salute.

## Decimazione
Al termine di House of M, dei 182 studenti presenti all'istituto solamente 27 mantengono i loro poteri all'alba della decimazione. Almeno 45 dei depotenziati muoiono nell'esplosione di un bus che lasciava l'istituto, i restanti ritornano dai loro parenti o vengono uccisi nei vari attentati da parte dei nemici degli X-Men. Dei 27 rimasti, Emma decide di riunire i più capaci, ossia Dust, Elixir, Mercury, Rockslide, Satiro, Surge e X-23 in un'unica squadra addestrandoli come futuri X-Men; nel corso delle loro avventure Anole, Corazza, Gentle, Pixie e Prodigy si uniscono al gruppo.

## Altri studenti presenti all'interno dell'istituto
- Ernst, possibile reincarnazione di Cassandra Nova. Superforza, supposta telepatia limitata.
- No-Girl, alias Martha Johansson. Telepate. Cervello prelevato da una telepate dal sangue luminoso appartenente agli U-Mani, montato su un supporto vitale levitante.
- Glob Herman, alias Robert Herman. Corpo di bioparaffina.
- Kid Omega, alias Quentin Quire. Telepate e telecineta.

## Altre versioni

### House of M
I New X-Men, divisi fra il New Mutants Leadership Institute e le reclute S.H.I.E.L.D. della squadra dei Satiri, sono in pessimi rapporti. Nonostante siano membri di due squadre rivali, David Alleyne e Noriko Ashida si frequentano e quando Noriko viene sospesa dalla squadra dei Satiri per non farla partecipare ad una missione che ha lo scopo di uccidere suo padre, terrorista antimutante, chiede aiuto a David per salvarlo. I Nuovi Mutanti scoprono che i terroristi si stanno opponendo ad un programma del governo giapponese chiamato Genesis intenzionato a trasformare i Sapiens in mutanti forzandone l'evoluzione. Impegnati a far fuggire le cavie, difendendoli dagli attacchi delle truppe dell'imperatore Sole Ardente, sono consci che probabilmente moriranno tutti nello scontro.